# Áreas autónomas de la República Popular China

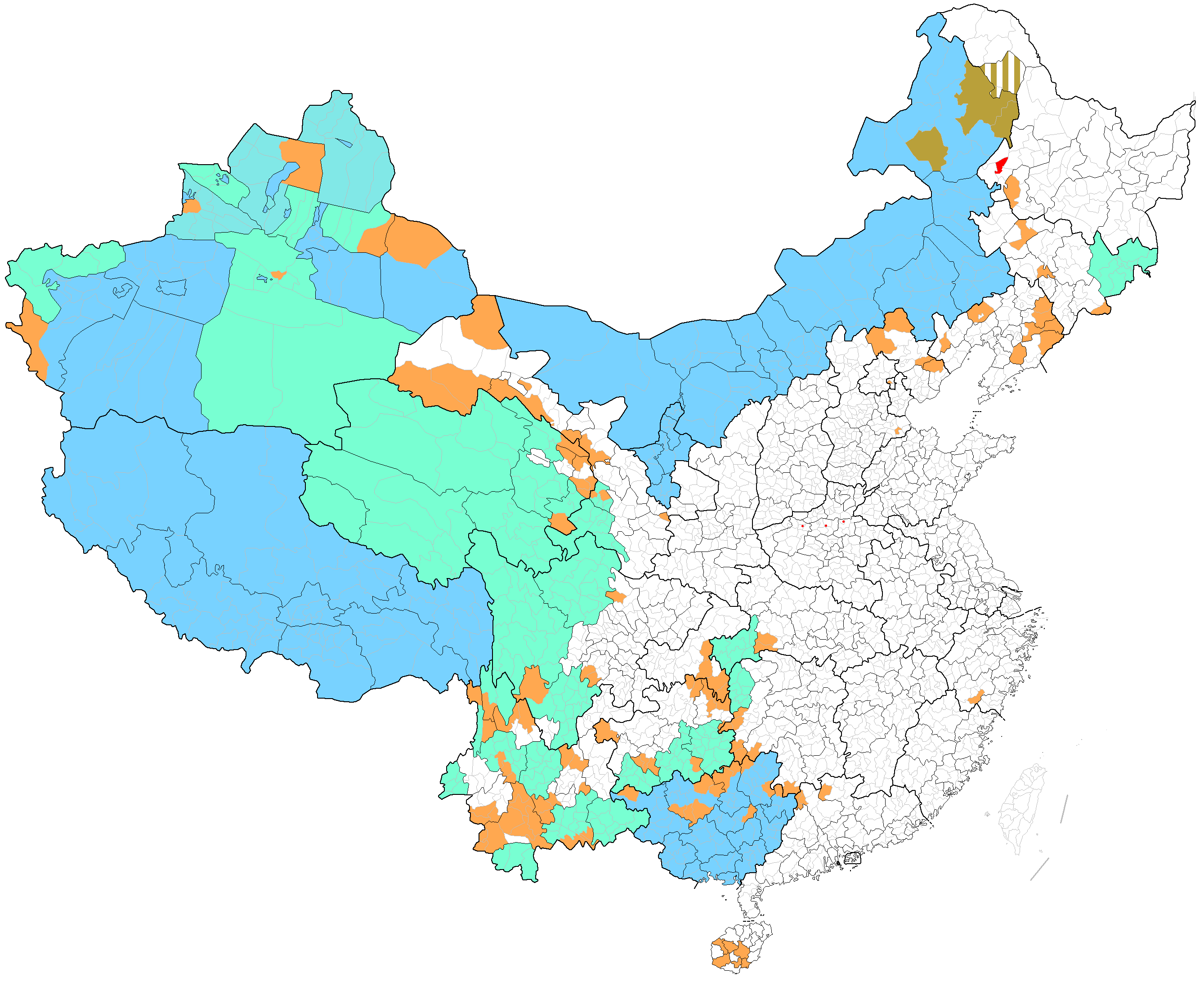
Mapa que recoge en verde todas las zonas autónomas designadas por el gobierno chino.

Las áreas autónomas de la República Popular China, de manera similar a las antiguas «demarcaciones de etnias titulares» de la Unión Soviética, son un número de áreas asociadas con una o varias minorías étnicas chinas que han sido designadas como autónomas dentro de la República Popular China (RPC). Estas áreas están reconocidas en la Constitución de la RPC y se les da nominalmente una serie de derechos que no se conceden a otras divisiones administrativas. El grado real de autonomía de estas regiones se cuestiona, debido a que aunque su autoridad recae en la Constitución y en la Ley de Autonomía Regional de 1984, requieren, para aprobar legislación, que sus líderes obtengan antes la aprobación previa del Congreso Nacional del Pueblo (NPC) . Esta exigencia no se requiere para las provincias, que pueden aprobar sus leyes sin aprobación previa. Por esta razón, se ha sostenido que las regiones autónomas, de hecho, son «menos autónomas».
Las zonas autónomas se pueden encontrar desde el primero (o superior) al tercero de los niveles de las divisiones administrativas de la RPC, del modo siguiente:
| Nivel      | Tipo                | Chino  | Pinyin    | Número (marzo de 2011) |
| ---------- | ------------------- | ------ | --------- | ---------------------- |
| Provincia  | Región autónoma     | 自治区 | zìzhìqū   | 5                      |
| Prefectura | Prefectura autónoma | 自治州 | zìzhìzhōu | 30                     |
| Condado    | Condado autónomo    | 自治县 | zìzhìxiàn | 117                    |
| Condado    | Bandera autónoma    | 自治旗 | zìzhìqí   | 3                      |

Aunque no se nombran como zonas autónomas, algunos asentamientos de tercer nivel y ciertas áreas que se identifican con ciudades-condado y distritos-condado disfrutan de la misma autonomía que las zonas autónomas. En el cuarto nivel («municipal»), también existe un sumu étnico (Evenki) y más de 270 cantones étnicos, pero no se consideran autónomos y no disfrutan de las leyes relativas a las grandes áreas autónomas de las minorías étnicas.
A medida que estas zonas autónomas iban siendo creadas por la República Popular China, la República de China —en Taiwán, que gobernó la China continental antes de la creación de la RPC— nunca las ha reconocido manteniendo como oficial la organización territorial existente antes de la creación de la RPC.

## Fundamento jurídico
Las regiones autónomas, las prefecturas, condados, y las pancartas son cubiertos por la sección 6 del capítulo 3 (artículos 111 a 122) de la Constitución de la República Popular China, y, con más detalle, en la «ley de la República Popular China sobre autonomía regional nacional» (en chino, 中华人民共和国民族区域自治法). La Constitución establece que el líder de gobierno de cada una de las zonas autónomas debe de ser de la etnia que se especifica en la zona autónoma (tibetano, uigur, etc.). La Constitución también garantiza una serie de derechos que incluyen: la independencia de las finanzas; la independencia de la planificación económica; la independencia de las artes, la ciencia y la cultura; la organización de la policía local; y el uso de la lengua local. Además, el líder de gobierno de cada comunidad autónoma se conoce como «presidente», a diferencia de las provincias, donde son conocidos como «gobernador».
Estas zonas están reconocidas en la Constitución de la República Popular China y se les otorgan una serie de derechos que no se conceden a otras divisiones administrativas de China. Por ejemplo, las minorías tibetanas en las regiones autónomas reciben derechos y apoyos que no se otorgan a los chinos han , como subsidios fiscales y médicos.

## Historia
Las regiones autónomas, prefecturas, condados y banderas se establecieron después de la toma de posesión comunista, siguiendo las prácticas soviéticas. Al principio, la nomenclatura de estas zonas autónomas fue algo confusa, con regiones que aparecían en provincias, prefecturas, condados y municipios. Finalmente, se normalizó la nomenclatura según las convenciones utilizadas en la actualidad.
La primera región autónoma que se estableció fue la de Mongolia Interior, creada en el territorio en poder comunista en 1947, dos años antes del establecimiento de la propia República Popular China. Xinjiang se transformó de provincia a región autónoma en 1955 y Guangxi y Ningxia la siguieron en 1957. Por último, la región autónoma del Tíbet se estableció oficialmente en 1965.
A partir de 2003, China ha establecido 155 áreas autónomas étnicas, a saber, 5 regiones autónomas, 30 prefecturas autónomas y 120 condados autónomos (denominadas banderas las que se encuentran en la Región Autónoma de Mongolia Interior). Además, hay 1,173 municipios étnicos, un sumu étnico y un gran número de aldeas étnicas y otras organizaciones étnicas autónomas de base. Según el quinto censo de China continental realizado en 2000, 44 de las 55 minorías étnicas identificadas habían establecido regiones autónomas; La población de minorías étnicas que implementa la autonomía étnica regional representó el 71% de la población total de minorías étnicas, y el área de las regiones autónomas étnicas representó aproximadamente el 64% del territorio total.

## Nomenclatura
Los nombres de la mayoría de las zonas autónomas de la República Popular China se hacen vinculando entre sí:
- un tipo de división administrativa;
- la palabra «autónoma/o»;
- el nombre o nombres de la minoría o minorías étnicas dominantes;
- el nombre de una zona geográfica.

Por ejemplo:
| Nivel | División administrativa + | «Autónoma/a» + | Nombre de la minoría étnica + | Resultado |                                            |
| ----- | ------------------------- | -------------- | ----------------------------- | --------- | ------------------------------------------ |
| 1     | Región                    | Autónoma       | Zhuang                        | Guangxi   | Región autónoma zhuang de Guangxi          |
| 2     | Prefectura                | Autónoma       | Dai y Jingpo                  | Dehong    | Prefectura autónoma dai y jingpo de Dehong |
| 3     | Condado                   | Autónomo       | Tujia                         | Shizhu    | Condado autónomo tujia de Shizhu           |
| 3     | Bandera (banner)          | Autónoma       | Evenki                        | Evenki    | Sumu étnico de Evenki                      |

En el nombre chino de la zona administrativa, el nombre de la nacionalidad va siempre con el sufijo -族 («nacionalidad»), a menos que sean de aplicación las dos condiciones siguientes: la división se encuentra en Xinjiang (o «es» Xinjiang); el nombre de la nacionalidad está compuesto por más de una sílaba. Esta distinción no se refleja en la traducción al español y al inglés.
Algunas zonas autónomas tienen más de una minoría específica, que tienden a ser listadas en el nombre de la prefectura, creando nombres bastantes largos. Dos distritos autónomos utilizar la denominación, más simple, de «diferentes nacionalidades» en sus nombres, en lugar de enumerar todos los grupos étnicos designados:
| Administrativa      | Nacionalidad                             | Geográfica  | Nombre completo                                        |
| ------------------- | ---------------------------------------- | ----------- | ------------------------------------------------------ |
| Prefectura autónoma | Tujia y miao                             | Enshi       | Prefectura autónoma tujia y miao de Enshi              |
| Condado autónomo    | Lahu, va, blang y dai                    | Shuangjiang | Condado autónomo lahu, va, blang y dai de Shuangjiang  |
| Condado autónomo    | Varias nacionalidades (miao, yi y gelao) | Longlin     | Condado autónomo de varias nacionalidades de Longlin   |
| Condado autónomo    | Varias nacionalidades (dong, yao y miao) | Longsheng   | Condado autónomo de varias nacionalidades de Longsheng |

Unas pocas zonas autónomas rompen el patrón de la nomenclatura regular, porque el nombre de la nacionalidad ya está contenida en el nombre geográfico, o porque no hay ningún nombre geográfico:
| Administrativa   | Nacionalidad | Geográfica        | Nombre completo                      |
| ---------------- | ------------ | ----------------- | ------------------------------------ |
| Región autónoma  | (tibetana)   | Tíbet             | Región autónoma del Tíbet            |
| Región autónoma  | (mongol)     | Mongolia Interior | Región autónoma de Mongolia Interior |
| Condado autónomo | Dongxiang    | —                 | Condado autónomo Dongxiang           |
| Bandera autónoma | Evenki       | —                 | Bandera autónoma Evenki              |
| Bandera autónoma | Oroqen       | —                 | Bandera autónoma Oroqen              |

## Demografía
De las cinco regiones autónomas, sólo la región autónoma del Tíbet tiene una mayoría absoluta (más del 50%) del grupo étnico designado, a saber, los tibetanos. Xinjiang tiene una mayoría relativa (<50%) del grupo étnico designado, los uigur, aunque esto es discutido por los defensores de la independencia uigur, que afirman que la población china han en Xinjiang se ha visto seriamente sobrestimada. Las tres regiones autónomas restantes tienen mayoría absoluta de chinos de la etnia han, la etnia mayoritaria de China.

## Lista de áreas autónomas chinas
| Nivel Provincial (1° Nivel)                           | Nivel Provincial (1° Nivel) | Nivel Provincial (1° Nivel)       | Nivel Provincial (1° Nivel)                |
| Región autónoma                                       | Etnia titular               | —                                 | —                                          |
| ----------------------------------------------------- | --------------------------- | --------------------------------- | ------------------------------------------ |
| Región Autónoma de Mongolia Interior                  | mongoles                    | —                                 | —                                          |
| Región Autónoma uigur de Sinkiang                     | uigures                     | —                                 | —                                          |
| Región Autónoma zhuang de Guangxi                     | zhuang                      | —                                 | —                                          |
| Región Autónoma hui de Ningxia                        | huis                        | —                                 | —                                          |
| Región Autónoma del Tíbet                             | tibetanos                   | —                                 | —                                          |
| Nivel Prefectural (2° Nivel)                          |                             |                                   |                                            |
| Prefectura autónoma                                   | Etnia titular               | Provincia/Región Autónoma         | —                                          |
| Prefectura Autónoma hui de Lingxia                    | huis                        | Provincia de Gansu                | —                                          |
| Prefectura Autónoma tibetana de Gannan                | tibetanos                   | Provincia de Gansu                | —                                          |
| Prefectura Autónoma miao y dong de Qiandongnan        | miao y dong                 | Provincia de Guizhou              | —                                          |
| Prefectura Autónoma buyei y miao de Qiannan           | buyei y miao                | Provincia de Guizhou              | —                                          |
| Prefectura Autónoma buyei y miao de Qianxinan         | buyei y miao                | Provincia de Guizhou              | —                                          |
| Prefectura Autónoma tujia y miao de Enshi             | tujia y miao                | Provincia de Hubei                | —                                          |
| Prefectura Autónoma tujia y miao de Xiangxi           | tujia y miao                | Provincia de Hunan                | —                                          |
| Prefectura Autónoma coreana de Yanbian                | coreanos                    | Provincia de Jilin                | —                                          |
| Prefectura Autónoma tibetana de Haibei                | tibetanos                   | Provincia de Qinghai              | —                                          |
| Prefectura Autónoma tibetana de Hainan                | tibetanos                   | Provincia de Qinghai              | —                                          |
| Prefectura Autónoma tibetana de Huangnan              | tibetanos                   | Provincia de Qinghai              | —                                          |
| Prefectura Autónoma tibetana de Golog                 | tibetanos                   | Provincia de Qinghai              | —                                          |
| Prefectura Autónoma tibetana de Yushu                 | tibetanos                   | Provincia de Qinghai              | —                                          |
| Prefectura Autónoma mongol y tibetana de Haixi        | mongoles y tibetanos        | Provincia de Qinghai              | —                                          |
| Prefectura Autónoma tibetana y Qiang de Aba           | tibetanos y qiang           | Provincia de Sichuan              | —                                          |
| Prefectura Autónoma tibetana de Garzê                 | tibetanos                   | Provincia de Sichuan              | —                                          |
| Prefectura Autónoma yi de Liangshan                   | yi                          | Provincia de Sichuan              | —                                          |
| Prefectura Autónoma kirguís de Kizilsu                | kirguises                   | Región Autónoma uigur de Sinkiang | —                                          |
| Prefectura Autónoma mongol de Bortala                 | mongoles                    | Región Autónoma uigur de Sinkiang | —                                          |
| Prefectura Autónoma hui de Changji                    | huis                        | Región Autónoma uigur de Sinkiang | —                                          |
| Prefectura Autónoma mongol de Bayingolin              | mongoles                    | Región Autónoma uigur de Sinkiang | —                                          |
| Prefectura Autónoma kazaja de Ilí                     | kazajos                     | Región Autónoma uigur de Sinkiang | —                                          |
| Prefectura Autónoma dai y jingpo de Dehong            | dai y jingpo                | Provincia de Yunnan               | —                                          |
| Prefectura Autónoma lisu de Nujiang                   | lisu                        | Provincia de Yunnan               | —                                          |
| Prefectura Autónoma tibetana de Dêqên                 | tibetanos                   | Provincia de Yunnan               | —                                          |
| Prefectura Autónoma bai de Dali                       | bai                         | Provincia de Yunnan               | —                                          |
| Prefectura Autónoma yi de Chuxiong                    | yi                          | Provincia de Yunnan               | —                                          |
| Prefectura Autónoma hani y yi de Honghe               | hani y yi                   | Provincia de Yunnan               | —                                          |
| Prefectura Autónoma zhuang y miao de Wenshan          | zhuang y miao               | Provincia de Yunnan               | —                                          |
| Prefectura Autónoma dai de Xishuangbanna              | dai                         | Provincia de Yunnan               | —                                          |
| Nivel Condal (3° Nivel)                               |                             |                                   |                                            |
| Condado autónomo/Bandera autónoma                     | Etnia titular               | Provincia/Región Autónoma         | Ciudad/Prefectura Autónoma                 |
| Condado Autónomo hui de Mengcun                       | huis                        | Provincia de Hebei                | Ciudad de Cangzhou                         |
| Condado Autónomo hui de Dachang                       | huis                        | Provincia de Hebei                | Ciudad de Langfang                         |
| Condado Autónomo manchú de Qinglong                   | manchúes                    | Provincia de Hebei                | Ciudad de Qinhuangdao                      |
| Condado Autónomo manchú de Fengning                   | manchúes                    | Provincia de Hebei                | Ciudad de Chengde                          |
| Condado Autónomo manchú de Kuancheng                  | manchúes                    | Provincia de Hebei                | Ciudad de Chengde                          |
| Condado Autónomo manchú y mongol de Weichang          | manchúes y mongoles         | Provincia de Hebei                | Ciudad de Chengde                          |
| Condado Autónomo mongol de Fuxin                      | mongoles                    | Provincia de Liaoning             | Ciudad de Fuxin                            |
| Bandera Autónoma mongol de Harqin                     | mongoles                    | Provincia de Liaoning             | Ciudad de Chaoyang                         |
| Condado Autónomo manchú de Xiuyan                     | manchúes                    | Provincia de Liaoning             | Ciudad de Anshan                           |
| Condado Autónomo manchú de Xinbin                     | manchúes                    | Provincia de Liaoning             | Ciudad de Fushun                           |
| Condado Autónomo manchú de Qingyuan                   | manchúes                    | Provincia de Liaoning             | Ciudad de Fushun                           |
| Condado Autónomo manchú de Kuandian                   | manchúes                    | Provincia de Liaoning             | Ciudad de Dandong                          |
| Condado Autónomo manchú de Benxi                      | manchúes                    | Provincia de Liaoning             | Ciudad de Benxi                            |
| Condado Autónomo manchú de Huanren                    | manchúes                    | Provincia de Liaoning             | Ciudad de Benxi                            |
| Condado Autónomo mongol de Qian Gorlos                | mongoles                    | Provincia de Jilin                | Ciudad de Songyuan                         |
| Condado Autónomo coreano de Changbai                  | coreanos                    | Provincia de Jilin                | Ciudad de Baishán                          |
| Condado Autónomo manchú de Yitong                     | manchúes                    | Provincia de Jilin                | Ciudad de Siping                           |
| Condado Autónomo mongol de Durbet                     | mongoles                    | Provincia de Heilonjiang          | Ciudad de Daqing                           |
| Condado Autónomo she de Jingning                      | she                         | Provincia de Zhejiang             | Ciudad de Lishui                           |
| Condado Autónomo tujia de Changyang                   | tujia                       | Provincia de Hubei                | Ciudad de Yichang                          |
| Condado Autónomo tujia de Wufeng                      | tujia                       | Provincia de Hubei                | Ciudad de Yichang                          |
| Condado Autónomo dong de Tongdao                      | dong                        | Provincia de Hunan                | Ciudad de Huaihua                          |
| Condado Autónomo yao de Jianghua                      | yao                         | Provincia de Hunan                | Ciudad de Yongzhou                         |
| Condado Autónomo dong de Xinhuang                     | dong                        | Provincia de Hunan                | Ciudad de Huaihua                          |
| Condado Autónomo miao de Chengbu                      | miao                        | Provincia de Hunan                | Ciudad de Shaoyang                         |
| Condado Autónomo dong de Zhijiang                     | dong                        | Provincia de Hunan                | Ciudad de Huaihua                          |
| Condado Autónomo miao y dong de Jingzhou              | miao y dong                 | Provincia de Hunan                | Ciudad de Huaihua                          |
| Condado Autónomo miao de Mayang                       | miao                        | Provincia de Hunan                | Ciudad de Huaihua                          |
| Condado Autónomo yao de Liannan                       | yao                         | Provincia de Cantón               | Ciudad de Qingyuan                         |
| Condado Autónomo zhuang y yao de Lianshan             | zhuang y yao                | Provincia de Cantón               | Ciudad de Qingyuan                         |
| Condado Autónomo yao de Ruyuan                        | yao                         | Provincia de Cantón               | Ciudad de Shaoguan                         |
| Condado Autónomo multiétnico de Longsheng             | dong, miao y yao            | Región Autónoma zhuang de Guangxi | Ciudad de Guilin                           |
| Condado Autónomo yao de Gongcheng                     | yao                         | Región Autónoma zhuang de Guangxi | Ciudad de Guilin                           |
| Condado Autónomo multiétnico de Longlin               | miao, yi y gelao            | Región Autónoma zhuang de Guangxi | Ciudad de Baise                            |
| Condado Autónomo miao de Rongshui                     | miao                        | Región Autónoma zhuang de Guangxi | Ciudad de Lizhou                           |
| Condado Autónomo dong de Sanjiang                     | dong                        | Región Autónoma zhuang de Guangxi | Ciudad de Lizhou                           |
| Condado Autónomo yao de Jinxiu                        | yao                         | Región Autónoma zhuang de Guangxi | Ciudad de Laiblin                          |
| Condado Autónomo yao de Bama                          | yao                         | Región Autónoma zhuang de Guangxi | Ciudad de Hechi                            |
| Condado Autónomo yao de Du'an                         | yao                         | Región Autónoma zhuang de Guangxi | Ciudad de Hechi                            |
| Condado Autónomo mulao de Luocheng                    | mulao                       | Región Autónoma zhuang de Guangxi | Ciudad de Hechi                            |
| Condado Autónomo maonan de Huanjiang                  | maonan                      | Región Autónoma zhuang de Guangxi | Ciudad de Hechi                            |
| Condado Autónomo yao de Dahuan                        | yao                         | Región Autónoma zhuang de Guangxi | Ciudad de Hechi                            |
| Condado Autónomo yao de Fuchuan                       | yao                         | Región Autónoma zhuang de Guangxi | Ciudad de Hezhou                           |
| Condado Autónomo li de Baisha                         | li                          | Provincia de Hainan               | Ciudad de Haikou                           |
| Condado Autónomo li de Changjiang                     | li                          | Provincia de Hainan               | Ciudad de Haikou                           |
| Condado Autónomo li de Ledong                         | li                          | Provincia de Hainan               | Ciudad de Haikou                           |
| Condado Autónomo li de Lingshui                       | li                          | Provincia de Hainan               | Ciudad de Haikou                           |
| Condado Autónomo li y miao de Baoting                 | li y miao                   | Provincia de Hainan               | Ciudad de Haikou                           |
| Condado Autónomo li y miao de Qiongzhong              | li y miao                   | Provincia de Hainan               | Ciudad de Haikou                           |
| Condado Autónomo tujia y miao de Xiushan              | tujia y miao                | Municipalidad de Chonqing         | Municipalidad de Chonqing                  |
| Condado Autónomo tujia y miao de Youyang              | tujia y miao                | Municipalidad de Chonqing         | Municipalidad de Chonqing                  |
| Condado Autónomo tujia de Shizhu                      | tujia                       | Municipalidad de Chonqing         | Municipalidad de Chonqing                  |
| Condado Autónomo tujia y miao de Pengshui             | tujia y miao                | Municipalidad de Chonqing         | Municipalidad de Chonqing                  |
| Condado Autónomo tibetano de Muli                     | tibetanos                   | Provincia de Sichuan              | Prefectura Autónoma yi de Liangshan        |
| Condado Autónomo yi de Ebian                          | yi                          | Provincia de Sichuan              | Ciudad de Leshan                           |
| Condado Autónomo yi de Mabian                         | yi                          | Provincia de Sichuan              | Ciudad de Leshan                           |
| Condado Autónomo qiang de Beichuan                    | qiang                       | Provincia de Sichuan              | Ciudad de Mianyang                         |
| Condado Autónomo yi, hui y miao de Weining            | yi, huis y miao             | Provincia de Guizhou              | Ciudad de Bijíe                            |
| Condado Autónomo miao de Songtao                      | miao                        | Provincia de Guizhou              | Ciudad de Tong'ren                         |
| Condado Autónomo tujia de Yanhe                       | tujia                       | Provincia de Guizhou              | Ciudad de Tong'ren                         |
| Condado Autónomo tujia y miao de Yinjiang             | tujia y miao                | Provincia de Guizhou              | Ciudad de Tong'ren                         |
| Condado Autónomo shui de Sandu                        | shui                        | Provincia de Guizhou              | Prefectura Autónoma buyi y miao de Qiannan |
| Condado Autónomo buyei y miao de Zhenning             | buyei y miao                | Provincia de Guizhou              | Ciudad de Anshun                           |
| Condado Autónomo buyei y miao de Ziyun                | buyei y miao                | Provincia de Guizhou              | Ciudad de Anshun                           |
| Condado Autónomo buyei y miao de Guanling             | buyei y miao                | Provincia de Guizhou              | Ciudad de Anshun                           |
| Condado Autónomo gelao y miao de Wuchuan              | gelao y miao                | Provincia de Guizhou              | Ciudad de Zunyi                            |
| Condado Autónomo gelao y miao de Daozhen              | gelao y miao                | Provincia de Guizhou              | Ciudad de Zunyi                            |
| Condado Autónomo yi de Eshan                          | yi                          | Provincia de Yunnan               | Ciudad de Yuxi                             |
| Condado Autónomo lahu de Lancang                      | lahu                        |                                   | Ciudad de Pu'er                            |
| Condado Autónomo hani y yi de Jiangcheng              | hani y yi                   |                                   | Ciudad de Pu'er                            |
| Condado Autónomo dai, lahu y va de Menglian           | dai, lahu y va              |                                   | Ciudad de Pu'er                            |
| Condado Autónomo hani y yi de Ning'er                 | hani y yi                   |                                   | Ciudad de Pu'er                            |
| Condado Autónomo yi de Jingdong                       | yi                          |                                   | Ciudad de Pu'er                            |
| Condado Autónomo dai y yi de Jinggu                   | dai y yi                    |                                   | Ciudad de Pu'er                            |
| Condado Autónomo dai y va de Gengma                   | dai y va                    |                                   | Ciudad de Lincang                          |
| Condado Autónomo lahu, va, blang y dai de Shuangjiang | lahu, va, blang y dai       |                                   | Ciudad de Lincang                          |
| Condado Autónomo li de Ninglang                       | li                          |                                   | Ciudad de Lijiang                          |
| Condado Autónomo derung y nu de Gongshan              | derung y nu                 |                                   | Prefactura Autónoma lisu de Neijiang       |
| Condado Autónomo hui y yi de Weishan                  | yi y huis                   |                                   | Prefactura Autónoma bai de Dali            |
| Condado Autónomo yi de Shilin                         | yi                          |                                   | Ciudad de Kumning                          |
| Condado Autónomo hui y yi de Xundian                  | yi y huis                   |                                   |                                            |
| Condado Autónomo yi y miao de Luquan                  | yi y miao                   |                                   |                                            |